# Velika Crkvina
Velika Crkvina – wieś w Chorwacji, w żupanii karlowackiej, w gminie Krnjak. W 2011 roku liczyła 68 mieszkańców.